# Saint-Genest (Allier)
Saint-Genest ist eine französische Gemeinde mit 388 Einwohnern (Stand 1. Januar 2022) im Département Allier in der Region Auvergne-Rhône-Alpes (vor 2016 Auvergne). Sie gehört zum Kanton Montluçon-3 im Arrondissement Montluçon.

## Geographie
Saint-Genest liegt etwa acht Kilometer südlich von Montluçon.

### Nachbargemeinden
Umgeben ist Saint-Genest von den Nachbargemeinden Lignerolles im Westen und Norden, Villebret im Norden und Osten, Arpheuilles-Saint-Priest im Südosten, Terjat im Süden sowie Sainte-Thérence im Süden und Südwesten.

## Bevölkerungsentwicklung
| Jahr      | 1962 | 1968 | 1975 | 1982 | 1990 | 1999 | 2006 | 2011 | 2019 |
| Einwohner | 281  | 264  | 242  | 252  | 322  | 347  | 356  | 350  | 395  |

## Sehenswürdigkeiten
- Kirche St-Genest aus dem 19. Jahrhundert
- Alte Kirche St-Genest aus dem 12. Jahrhundert
- Schloss Gouttières, erbaut ab dem 15. Jahrhundert

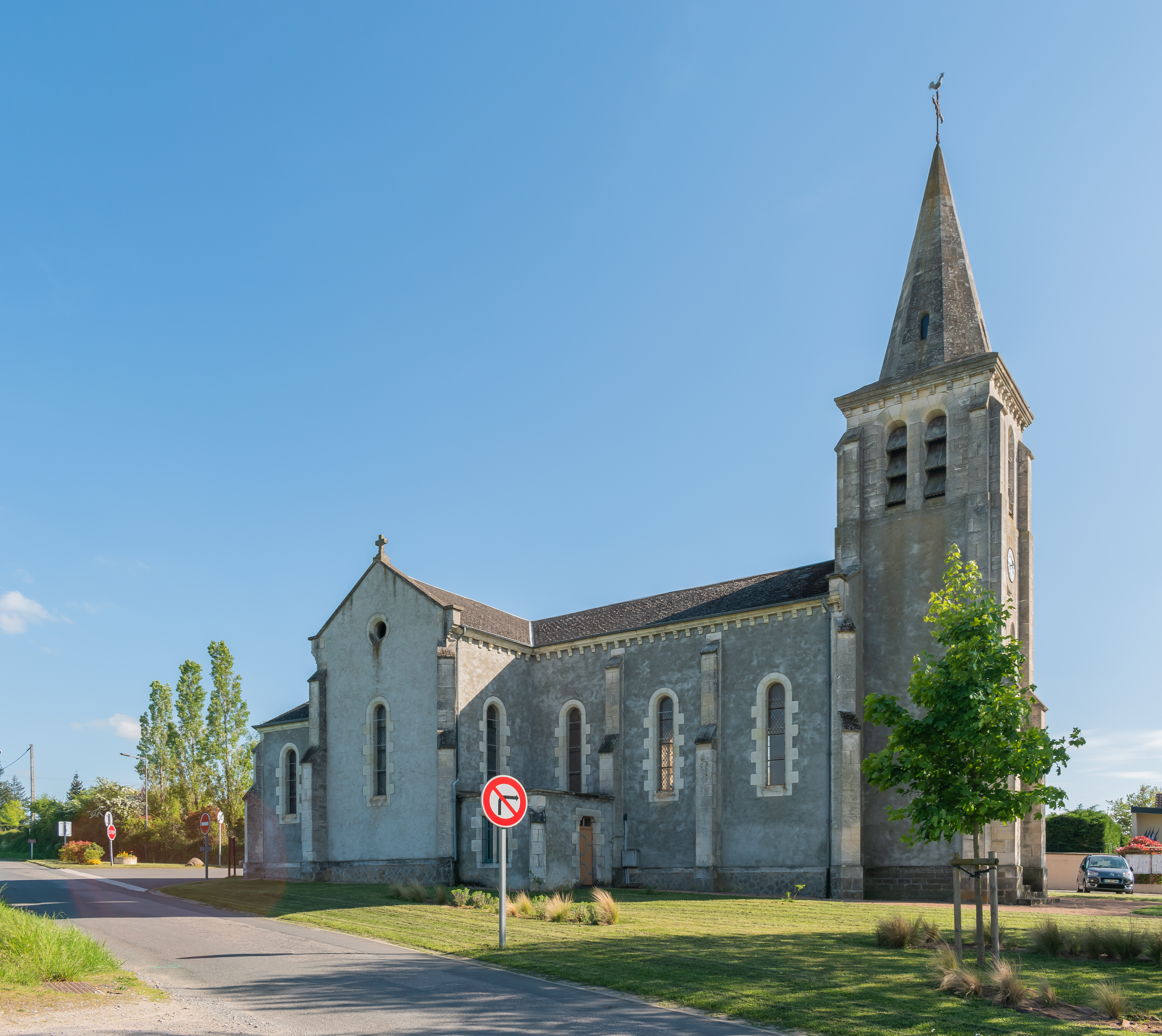
Kirche St-Genest